# Hurst Green (Surrey)
Hurst Green è una cittadina di 10 812 abitanti della contea del Surrey, in Inghilterra.